# Sunday at Devil Dirt
| Recensione | Giudizio |
| ---------- | -------- |
| AllMusic   | [ 1 ]    |
| OndaRock   | [ 2 ]    |

Sunday at Devil Dirt è il secondo album di Isobel Campbell e Mark Lanegan, pubblicato il 5 maggio 2008.

## Tracce
Testi e musiche di Isobel Campbell, eccetto dove indicato.
1. Seafaring Song – 3:32
2. The Raven – 4:59
3. Salvation – 3:19 (Jim McCulloch)
4. Who Built the Road – 2:55 (Isobel Campbell, Jim McCulloch)
5. Come on Over (Turn Me On) – 4:41
6. Back Burner – 6:36
7. The Flame That Burns – 3:38
8. Shotgun Blues – 3:52
9. Keep Me in Mind, Sweetheart – 2:35
10. Something to Believe – 3:33
11. Trouble – 4:49
12. Sally, Don't You Cry – 2:44

## Formazione
- Isobel Campbell – voce, chitarra, campane tubolari, violoncello, vibrafono, pianoforte, glockenspiel, tamburello basco
- Mark Lanegan – voce
- Jim McCulloch – chitarra
- Kirsty Johnson – fisarmonica
- Ross Hamilton – basso, contrabbasso
- Duke McVinnie – basso
- Alyn Cosker – batteria, loop
- Pam Smith – timpani
- Bill Wells – basso
- Chris Geddes – organo
- Dave McGowan – chitarra, slide guitar, Fender Rhodes, organo, basso, steel guitar, pianoforte
- David Paterson – shaker, conga, güiro, percussioni
- Geoff Allen – percussioni
- Greg Lawson – violino
- Dave Gormley – batteria
- London Community Gospel Choir – cori